# Gauda
Gauda – gaun wikas samiti w zachodniej części Nepalu w strefie Gandaki w dystrykcie Lamjung. Według nepalskiego spisu powszechnego z 2001 roku liczył on 668 gospodarstw domowych i 3449 mieszkańców (1786 kobiet i 1663 mężczyzn).